# Мауерштетен
Мауерштетен (њем. Mauerstetten) општина је у њемачкој савезној држави Баварска. Једно је од 45 општинских средишта округа Осталгој. Према процјени из 2010. у општини је живјело 2.987 становника. Посједује регионалну шифру (AGS) 9777152.

## Географски и демографски подаци
Мауерштетен се налази у савезној држави Баварска у округу Осталгој. Општина се налази на надморској висини од 716 метара. Површина општине износи 16,6 km². У самом мјесту је, према процјени из 2010. године, живјело 2.987 становника. Просјечна густина становништва износи 180 становника/km².